# Чау-чау
Чау-чау (англ. chow chow; кит. 松狮 犬, палл. сунші-цюань, буквально: «собака — кудлатий лев», також кит. 唐 犬, палл.тан-цюань, буквально: «собака династії Тан ») — сторожовий собака, компаньйон, одна з найдавніших порід собак.
Своїм походженням чау-чау належить до групи шпіців, але існує припущення, що в чау течуть домішки крові тибетського мастифа. Версія про походження чау-чау від ведмедя, що так імпонує любителям цієї породи, на перший погляд, не витримує ніякої критики, але, з другого боку, — блакитно-чорний язик ріднить чау-чау саме з ведмедем, очевидна схожість спостерігається й у рухах, і в анатомії, й у будові черепа.
Чистокровних чау, усупереч поширеній думці, в Китаї, ймовірно, не їли — для їжі використовували покручі, а чистокровні чау широко використовувалися як сторожові собаки й для полювання на великого звіра. У сучасній Північній Кореї в сільських населених пунктах вживають у їжу спеціально розведених чау-чау однорічного віку. Як делікатес, за спеціальною заявкою страви з чау-чау можуть подати в ресторанах Пхеньяна іноземним туристам.

## Назва
Порода у різні періоди свого існування називалася по-різному: тибетський мастиф, татарський собака, собака варварів, але майже сторіччя іменується чау-чау. Існує безліч різних версій щодо походження назви породи «чау-чау»: від назви місця на кораблі для перевезення вантажів — «chow chow» до сленгової форми дієслова «їстівний» — «chow». Але реальними представляються лише дві з них. За однією з них чау-чау отримала ім'я від стародавньої собаки «чу», за іншою — цю назву породі дали англійські купці, які торгували східними прянощами й називали всіх китайців, які живуть в Англії chows і chinks.

## Історія

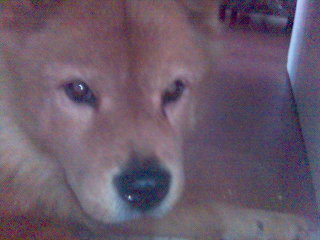
«Стародавня» чау

Чау-чау вважається однією з найдавніших порід собак, і проведений аналіз ДНК підтверджує це . Дослідження показує, що вона є однією з перших примітивних порід, що еволюціювали від вовка, як вважається, в посушливих степах північного Китаю і Монголії. На китайському барельєфі 150 року до н. е. зображений мисливський собака зовні схожий з чау. Пізніше чау-чау стали використовуватися як собаки для полювання, оленярства, охорони і навіть як їздові собаки.
Чистокровна лінія чау-чау підтримувалася в буддійських монастирях, де займалися розведенням породи і вели особливі журнали, за своєю суттю — родовідні книги чау-чау. Освіження крові здійснювали шляхом обміну виробниками між монастирями.
Перший опис чау-чау привіз до Європи італійський мандрівник Марко Поло, який прожив довгий час в Тибеті. Через закритість китайської держави від зовнішнього світу, наступного разу звістки про чау-чау прийшли в Європу лише в 1785 р. з книги про природознавство Гільберта Уайта.
Перші чау-чау з'явилися в Англії в 1830-x роках. Тоді на них звернули увагу англійські заводчики собак, які й зайнялися поліпшенням цієї породи. Гордий і величний чау-чау, якого ми бачимо сьогодні, це більше продукт того, що зробили з чау-чау в Англії, ніж стародавні китайські чау.
Тепер порода є скоріше декоративною, хоч і зі своєю давньою «роботою» може легко впоратися.

## Характер
Сьогодні чау-чау виховуються частіше за все як домашні улюбленці. Його гостре почуття власності на будинок, у поєднанні з іноді занадто серйозним підходом до чужих, може бути неприємним сюрпризом для тих, хто незнайомий з породою. З усім тим, прояв страху й агресії не характерні для добре вихованої чау-чау. Він дуже вірний своїй родині й тісно пов'язаний зі своїм господарем. Чау, як правило, показує свою любов тільки тим, з ким має тісний зв'язок, тому нові відвідувачі будинку не повинні фізично наполягати на увазі чау, оскільки він буде негайно прийнятий за чужого в тій же манері, як і члени його власної зграї. Недосвідчені власники собак повинні остерігатися зіткнення чау-чау з тими, кого вони сприймуть як чужих. Така погана слава породи призвела до того, що багато страховки домовласників не поширюються на чау-чау. Пси та суки зазвичай живуть спільно з меншою напругою, ніж породи інших собак, але це не гарантує мирного співіснування собак обох статей у домашніх умовах.
Чау-чау не особливо активна порода. Квартирне життя, якщо вони отримують достатньо можливостей для щоденної фізичної активності, влаштовує їх. Чау-чау може здаватися незалежним і відчуженим весь день, зберігаючи комфортну дистанцію від інших, але залишаючись у межах чутності, або віддавати перевагу спостереженню за новими гостями біля входу. Власникам потрібно бути готовими до жвавих щоденних прогулянок з чау-чау, навіть якщо у них є огороджений двір, для задоволення потреб собаки в розумовому та фізичному розвитку. Хоча чау-чау є слабо енергійними собаками протягом майже всього дня, він прагнутиме часу вигулу для досліджень та гри, щоб залишатися задоволеним і щасливим. Порода займає 77 місце в рейтингу Інтелект собак, складеному професором Стенлі Кореном, і належить до найгіршої групи за показником вивчення нових і виконання вивчених команд. Проте, більшість власників чау-чау вважає, що це пов'язано з тим, що порода має інший тип інтелекту, ніж більшість собак. Багато чау виділяються в позитивних зміцнювальних методах тренування, наприклад «Clicker Training», де чау-чау розв'язують природні проблеми й не отримують нескінченні повторювані завдання. Чау-чау нерідко виявляють впертість під час навчання, не бажаючи регулярно виконувати одну і ту ж вправу.

## Стандарт
№ 205 від 09 червня 1999 року.

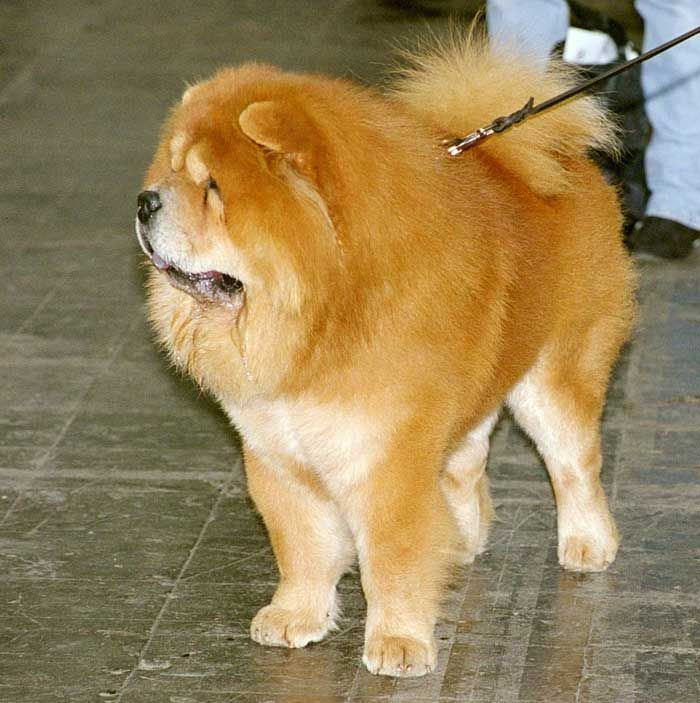
Рудий чау-чау

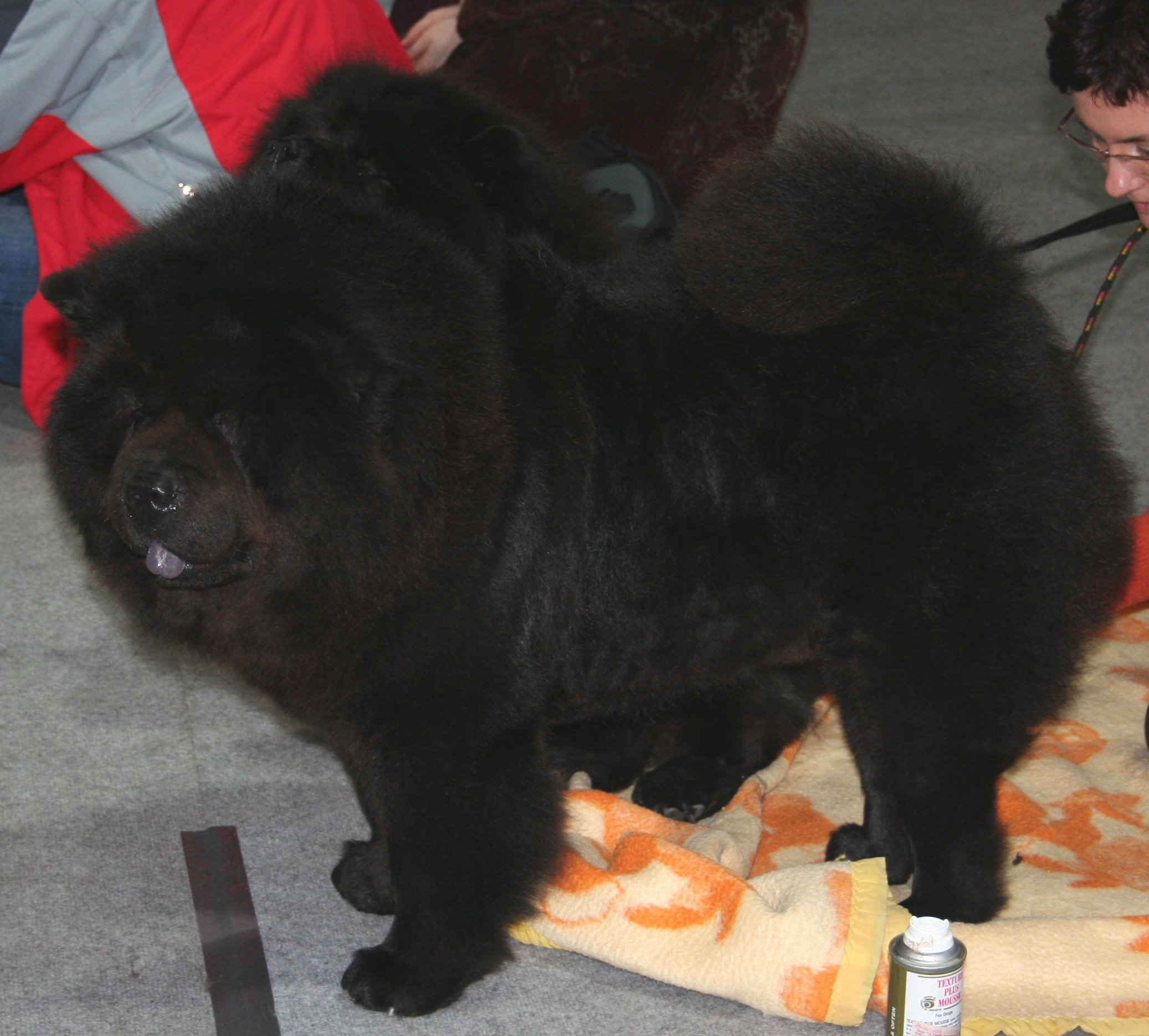
Чорний чау-чау

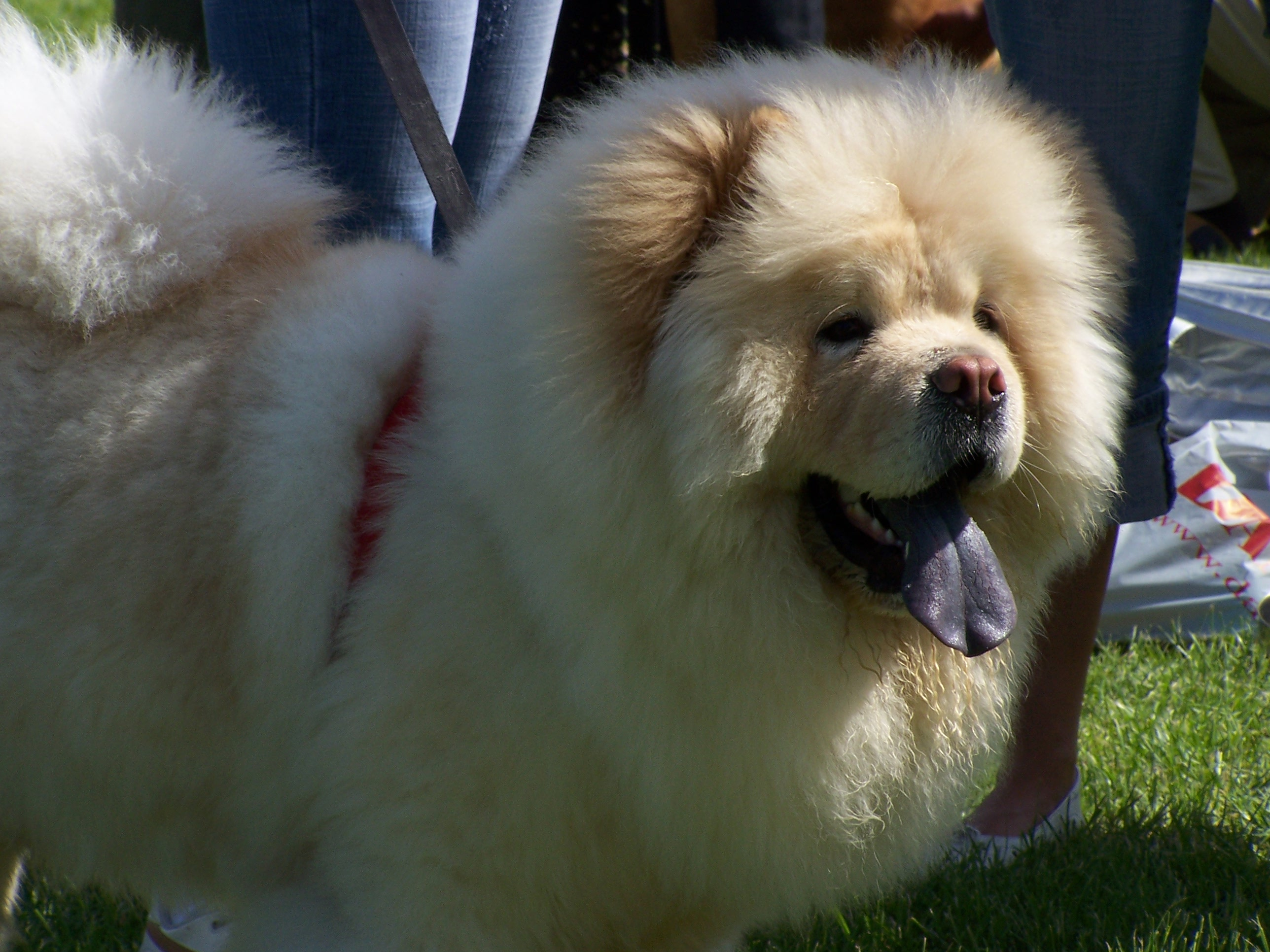
Кремовий чау-чау

Дата публікації раніше чинного стандарту: 24.06.1987 р.
Походження: Китай.
Піклування: Велика Британія.
Застосування: сторожова собака, компаньйон.
Класифікація FCI: група 5. Шпиці й примітивні породи. Секція 5. Азійські шпіци та споріднені породи. Без робочих випробувань.
Загальний вигляд: активний, компактний, міцний, що суттєво, — добре збалансований, левоподібний, гордий, з почуттям власної гідності, величавий; хвіст щільно лежить на спині.
Поведінка / темперамент: спокійний собака, хороший сторож, синювато-чорний язик; унікальний у своєму ходульному ході. Незалежний, вірний, але все-таки гордовитий.

### Голова

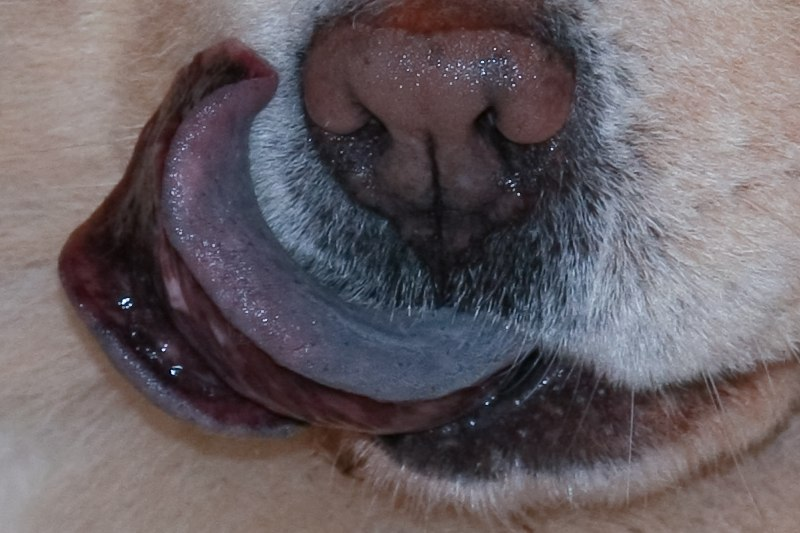
синювато-чорний язик чау-чау

Черепна частина: череп: плоский, широкий; добре заповнений під очима. Перехід від чола до морди: не різко виражений.
Лицьова частина: мочка носа: велика та широка, у всіх випадках чорна (за винятком кремових і майже білих собак, у яких допустима світлозафарбована мочка носа, а у блакитних і цімтових собак — під колір забарвлення)
Морда: середньої довжини, широка від заснування до кінця (не загострена як у лисиці).
Губи: губи й піднебіння чорні (синяво-чорні), ясна переважно чорні. Язик синювато-чорний.
Щелепи / зуби: зуби здорові й рівні, щелепи сильні, з досконалим, правильним і повністю ножицеподібним прикусом, тобто верхні зуби щільно перекривають нижні зуби й ростуть під прямим кутом до щелеп.
Очі: темні, овальної форми, середнього розміру і чисті. Очі в колір забарвлення допустимі у блакитних і цімтових собак. Чисті очі, вільні від ентропії, лише через розмір ніколи не караються.
Вуха: маленькі, товсті, злегка закруглені на кінцях, широко і жорстко поставлені, нахилені вперед до очей і злегка зведені одне до одного, що надає своєрідне, типовий для цієї породи похмурий вираз. Похмурий вигляд не повинен досягатися шляхом вільної зморшкуватою шкіри голови.
Шия: потужна, об'ємна не коротка, міцно посаджена на плечах і злегка зігнута.

### Корпус
Спина: коротка, пряма і міцна.
Поперек: потужний.
Груди: широка і глибока. Ребра добре виражені, але не бочкоподібні.
Хвіст: посаджений високо, щільно лежить на спині.

### Кінцівки
Передні ноги: абсолютно прямі, середньої довжини, з потужним кістяком. Плечі м'язисті й похилі.
Задні ноги: мускулисті. Скакальні суглоби направлені прямо вниз, з мінімальними кутами, що, по суті, і виробляє характерну ходульну ходу. Ніколи не прогинаються вперед. Плюсни від скакальних суглобів направлені прямовисно вниз, прямі.
Лапи: невеликі, округлі, котячі, з гарною опорою на пальці.
Хода / рух: короткий крок і ходульна хода. Передні й задні ноги рухаються паралельно одні одним і прямо вперед.

### Волосяний покрив

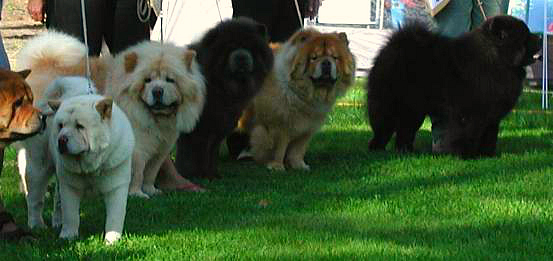
Різні забарвлення чау чау

Тип шерсті: як довго-, так і короткошерстий.
Довгошерстий різновид: багата, рясна, густа, пряма і відстоїть. Остеве волосся досить грубої структури, з м'яким пухнастим підшерстям. Особливо рясна шерсть утворює навколо шиї гриву або комір і добре виражені очеси на задній стороні стегон.
Короткошерстий різновид: шерсть коротка, рясна, щільна, пряма, вертикально стоїть, не прилегла, плюшевої структури. Будь-яке штучне укорочення вовни, яке змінює природні обриси або вигляд, має каратися.
Забарвлення: чистих кольорів — чорний, червоний, блакитний, цімт, кремовий або білий, часто з відтінками, але не в плямах (нижня частина хвоста і задня сторона стегон часто забарвлені світліше).

### Зріст
Висота у холці: Пси: 48-56 см (19-22 дюймів) в холці. Суки: 46-51 см (18-20 дюймів) в холці.

### Недоліки
Будь-яке відхилення від вищевказаних пунктів повинне розглядатися як недолік, оцінка якого має бути в точному співвідношенні зі ступенем цього відхилення.
Пси повинні мати два явно нормальних насінники, повністю опущених в мошонку.